# Vojaški pilot
Za civilnega pilota glej glavni članek: pilot
Vojaški pilot je pilot, ki je usposobljen za upravljanje vojaških zrakoplovov. Usposabljanje vojaških pilotov se razen osnovnega letenja precej razlikuje, saj so vojaški piloti naprej vojaki pripadniki oboroženih sil in vojaški oficirji šele nato piloti ter varnost ni na prvem mestu tako kot je to v civilnem letalstvu. Za razliko od civilnih pilotov, so vojaški piloti usposobljeni dodatno še za formacijsko letenje, akrobatsko letenje in zračno bojevanje. Nimajo pa po večini več članske posadke, prevoz nevarnih snovi in večmotornih zrakoplovov, delovanje pri mali vidljivosti (<550m in višino oblakov pod 200 ft) in avtomatsko pristajanje ter večino časa letijo po pravilih VFR. Vojaški piloti le redko zapustijo nacionalni zračni prostor za razliko od civilnih, ki letijo po celem svetu. V drugi svetovni in hladni vojni so mediji naredili vojaške pilote za junake, ki so predstavljali vrh vojaške elite, bili so obrazi plakatov, propagande in nacionalnega ponosa  v teh časih je bil vstop v vojsko in v letalske akademije družbeno prestižen, kasneje v 21.stoletju se propaganda bolj skoncentrira na tehnologijo (F-35) kot prispevek posameznika. Biti vojaški pilot na nadzvočnih letalih še danes velja za pristižen poklic v razvitih deželah. 
Večina vojaških pilotov lahko leti samo vojaške zrakoplove, ki po večini niso certificirani po civilnih standardih. Tako pilot nadzvočnega lovca ne more leteti športnega letala, saj ima vojaško licenco ne pa civilne. V Sloveniji imajo vojaški piloti civilno in vojaško licenco. 
Piloti težkih dvomotornih nadzvočnih lovskih letal v obroženih silah so najprestižnejši pilotski poklic in eden najprestižnejših poklicev nasploh. Izvajajo predvsem zračne bojne naloge proti sovražnim letalom in lovcem, pa tudi zemeljske napade in bližnjo zračno podporo. Človek, ki je tako šolan je del državnega varnostnega sistema in kot tak podrejen nenehnemu varnostnemu nadzoru. Piloti bojnih nadzvočnih letal morajo biti v izjemni psihofizični kondiciji, da prenesejo psihične in fizične obremenitve zračnega boja, neomajna pripadnost zračnim silam in odkritost je osnova, v večini primerov jim ni dovoljeno leteti z civilnimi ali športnimi letali ne posedujejo nobene civilne licence, saj so varnostno orodje države. So najboljši med najboljšimi v vseh letalskih silah in le 1 od 100 ljudi ali 1% prebivalstva izpolnjuje psihofizične kriterije za ta poklic, enega najzahtevnejših na svetu. Brezpogojna disciplina in nepogojno izpolnjevanje ukazov nadrejenih ter izogibanje izpostavljanju tveganim športom in zdrav način življenja so le del potrebnih karakteristik, da piloti ohranjajo vrhunsko kondicijo. Kariera pilota nadzvočnega letala prvega ranga traja v povprečju 7 let, potem mu padejo njegove bojne sposobnosti in se ga premesti na drugo delovno mesto. 

### Vojaški pilot SV[1]
Za vojaškega pilota v sloveniji more kandidat*: 
- uspešno končati selekcijo za časnike SV
- uspešno končati selektivno letenje za štipendiste
- končati licenco PPL(A) v 2.letniku fakultete (osnova za opravljanje ATPL teorije)
- minimalno oceno letalskih predmetov 8 oz. 75% na FS za možnost opravljanja izpitov
- končati vse teoretične izpite ATPL(A) na CAA
- obvezno končati FS LJ smer letalstvo
- uspešno končati I.fazo usp. za časnike: vojaški rok 3 mesece
- uspešno končati II.fazo usp. za časnike: desetniški tečaj 1 mesec
- uspešno končati III.fazo usp. za časnike: kadetnica 8 mesecev
- uspešno končati specialistično usp. za pridobitev voj. evidenčne dolžnosti 3 mesece - pilot časnik SV
- uspešno končati usposabljanje akrobacij na Zlin 242
- uspešno končati usposabljanje do licence CPL Zlin 242 in letalom z uvlačljivim podvozjem
- uspešno končati usposabljanje IR/SE na Zlin 143
- uspešno končati usposabljanje za tip letala/helikopterja po odrejenih potrebah SV z vsemi zahtevami

* zahteve in pogoji se s časom spreminjajo, zato je naj zaneslivejše, da se kadidati sami pozanimajo pri SV za preverjene informacije
Zunanje povezave:
- Want to be an Air Force Pilot? This is How You Do It: https://www.youtube.com/watch?v=SGzLDxEAbl0
- Kako postati pilot SV: https://www.youtube.com/watch?v=f38SKM6byBI